# 2. ŽNL Istarska 2009./10.
2. ŽNL Istarska u sezoni 2009./10. je predstavljala drugi stupanj županijske lige u Istarskoj županiji, te ligu šestog stupnja hrvatskog nogometnog prvenstva. 
 
Sudjelovalo je ukupno 13 klubova, a prvak je bio klub "Marčana".  

## Ljestvica
| mj. | klub                   | ut. | pob. | ner. | por. | gol+ | gol- | bod | bod- |
| --- | ---------------------- | --- | ---- | ---- | ---- | ---- | ---- | --- | ---- |
| 1.  | Marčana                | 23  | 15   | 6    | 2    | 56   | 23   | 51  |      |
| 2.  | Pomorac Krnica         | 23  | 14   | 8    | 1    | 48   | 21   | 50  |      |
| 3.  | Cement Koromačno       | 23  | 13   | 5    | 5    | 43   | 23   | 44  |      |
| 4.  | Mladost Rovinjsko Selo | 23  | 11   | 2    | 10   | 44   | 37   | 35  |      |
| 5.  | Brtonigla Nova Vas     | 23  | 7    | 9    | 7    | 33   | 29   | 30  |      |
| 6.  | Kanfanar               | 23  | 8    | 7    | 8    | 29   | 26   | 30  | -1   |
| 7.  | Livade                 | 23  | 7    | 6    | 10   | 31   | 41   | 27  |      |
| 8.  | Iskra Vinež            | 23  | 6    | 8    | 9    | 19   | 30   | 26  |      |
| 9.  | Valbandon '72          | 23  | 6    | 7    | 10   | 29   | 37   | 25  |      |
| 10. | Višnjan                | 23  | 6    | 1    | 14   | 33   | 50   | 25  |      |
| 11. | Pula ICI               | 23  | 6    | 6    | 11   | 32   | 43   | 24  |      |
| 12. | Jedinstvo Bale         | 23  | 5    | 6    | 12   | 33   | 42   | 21  |      |
| 13. | Učka '72 Čepić         | 12  | 0    | 5    | 7    | 9    | 30   | 4   | -1   |

- "Učka '72" Čepić" odustala tijekom sezone

## Rezultatska križaljka
| kratica | klub                   | BRNV | CEM | ISK | JED | KAN | LIV | MAR | MLA | POM | PUL | VAL | VIŠ | UČK |
| --- | ---------------------- | ---- | --- | --- | --- | --- | --- | --- | --- | --- | --- | --- | --- | --- |
| BRNV | Brtonigla Nova Vas     |      |     |     |     |     |     |     |     |     |     |     |     |     |
| CEM | Cement Koromačno       |      |     |     |     |     |     |     |     |     |     |     |     |     |
| ISK | Iskra Vinež            |      |     |     |     |     |     |     |     |     |     |     |     |     |
| JED | Jedinstvo Bale         |      |     |     |     |     |     |     |     |     |     |     |     |     |
| KAN | Kanfanar               |      |     |     |     |     |     |     |     |     |     |     |     |     |
| LIV | Livade                 |      |     |     |     |     |     |     |     |     |     |     |     |     |
| MAR | Marčana                |      |     |     |     |     |     |     |     |     |     |     |     |     |
| MLA | Mladost Rovinjsko Selo |      |     |     |     |     |     |     |     |     |     |     |     |     |
| POM | Pomorac Krnica         |      |     |     |     |     |     |     |     |     |     |     |     |     |
| PUL | Pula ICI               |      |     |     |     |     |     |     |     |     |     |     |     |     |
| VAL | Valbandon '72          |      |     |     |     |     |     |     |     |     |     |     |     |     |
| VIŠ | Višnjan                |      |     |     |     |     |     |     |     |     |     |     |     |     |
| UČK | Učka '72 Čepić         |      |     |     |     |     |     |     |     |     |     |     |     |     |
| |                        |      |     |     |     |     |     |     |     |     |     |     |     |     |
| podebljan rezultat - utakmice od 1. do 13. kola (1. utakmica između klubova) rezultat normalne debljine - utakmice od 14. do 26. kola (2. utakmica između klubova) rezultat nakošen - nije vidljiv redoslijed odigravanja međusobnih utakmica iz dostupnih izvora rezultat nakošen i smanjen * - iz dostupnih izvora nije uočljiv domaćin susreta prekrižen rezultat - poništena ili brisana utakmica p - utakmica prekinuta 3:0 p.f. / 0:3 p.f. - rezultat 3:0 bez borbe |                        |      |     |     |     |     |     |     |     |     |     |     |     |     |

## Vanjske poveznice
- nszi.hr, Nogometni savez Županije Istarske